# Serie A 2014-2015 (pallacanestro maschile)
La Serie A 2014-2015, chiamata per ragioni di sponsorizzazione Serie A Beko, è stata la 93ª edizione del massimo campionato italiano di pallacanestro maschile. Il titolo di campione d'Italia è andato alla Dinamo Basket Sassari (al primo Scudetto della propria storia) che nella serie di finale dei playoff ha sconfitto per 4-3 la Pallacanestro Reggiana.
Al termine della stagione regolare è retrocessa in Serie A2 la Juvecaserta dopo sette anni di permanenza nella massima serie. I campani sono poi stati ripescati in estate per l'autodeclassamento in Serie A2 della Virtus Roma.
Le squadre partecipanti sono state 16: non sono state ammesse la retrocessa Sutor Montegranaro e la Mens Sana Siena, esclusa per fallimento; dalla DNA Gold 2013-2014 sono salite l'Aquila Basket Trento, promossa sul campo, e l'Orlandina Capo d'Orlando, ripescata a campionato concluso.

## Regolamento

### Formula
Le 16 squadre partecipanti disputano un girone unico all'italiana, con partite d'andata e ritorno. Al termine della stagione regolare, le prime otto classificate sono ammesse ai play-off scudetto. È prevista una sola retrocessione nella nuova Serie A2 unificata (A2 Gold+A2 Silver) programmata per la stagione 2015/16.
Al termine del girone di andata, le prime otto classificate sono ammesse alla Final Eight della Coppa Italia 2015 in programma dal 20 al 22 febbraio 2015 al PalaDesio di Desio (MB).

### Composizione delle squadre
Devono essere presentati a referto almeno 10 giocatori, con la possibilità di iscriverne anche 11 oppure 12. In tutti e tre i casi, devono comunque essere presenti almeno 5 giocatori di "formazione italiana" (tra i quali massimo un "passaportato"). Secondo la definizione della FIP, sono considerati di "formazione italiana" tutti gli atleti (senza alcuna distinzione di cittadinanza) con almeno 4 stagioni di partecipazione ai campionati giovanili italiani. Sono inoltre tali tutti i cestisti che hanno militato nell'Italia agli Europei, ai Mondiali e ai Giochi olimpici.
È prevista una alternativa nella scelta tra lo schierare: 3 giocatori "extra FIBA Europe" (cioè giocatori che provengono da Stati al di fuori di FIBA Europe e della Convenzione di Cotonou), 4 FIBA Europe o Cotonou e 5 di formazione italiana di cui un "passaportato", oppure 5 stranieri senza vincoli e 5 italiani (e massimo un "passaportato").

## Stagione regolare

### Classifica
|  |     | Classifica stagione regolare 2014-2015 | PT | G  | V  | P  | PF   | PS   | Dif  |
|  | --- | -------------------------------------- | -- | -- | -- | -- | ---- | ---- | ---- |
|  | 1.  | EA7 Emporio Armani Milano              | 52 | 30 | 26 | 4  | 2584 | 2202 | +382 |
|  | 2.  | Umana Reyer Venezia                    | 44 | 30 | 22 | 8  | 2400 | 2221 | +179 |
|  | 3.  | Grissin Bon Reggio Emilia              | 42 | 30 | 21 | 9  | 2317 | 2219 | +98  |
|  | 4.  | Dolomiti Energia Trento                | 38 | 30 | 19 | 11 | 2440 | 2402 | +38  |
|  | 5.  | Banco di Sardegna Sassari              | 38 | 30 | 19 | 11 | 2549 | 2435 | +114 |
|  | 6.  | Enel Brindisi                          | 32 | 30 | 16 | 14 | 2280 | 2231 | +49  |
|  | 7.  | Acqua Vitasnella Cantù                 | 30 | 30 | 15 | 15 | 2389 | 2354 | +35  |
|  | 8.  | Granarolo Bologna                      | 28 | 30 | 15 | 15 | 2331 | 2416 | -85  |
|  | 9.  | Giorgio Tesi Group Pistoia             | 26 | 30 | 13 | 17 | 2307 | 2332 | -25  |
|  | 10. | Acea Roma                              | 24 | 30 | 12 | 18 | 2143 | 2210 | -67  |
|  | 11. | Openjobmetis Varese                    | 24 | 30 | 12 | 18 | 2418 | 2475 | -57  |
|  | 12. | Vanoli Cremona                         | 24 | 30 | 12 | 18 | 2308 | 2348 | -40  |
|  | 13. | Sidigas Avellino                       | 24 | 30 | 12 | 18 | 2283 | 2341 | -58  |
|  | 14. | Upea Capo d'Orlando                    | 20 | 30 | 10 | 20 | 2094 | 2222 | -128 |
|  | 15. | Consultinvest Pesaro                   | 16 | 30 | 8  | 22 | 2169 | 2463 | -294 |
|  | 16. | Pasta Reggia Caserta                   | 15 | 30 | 8  | 22 | 2253 | 2394 | -141 |

### Risultati
| Risultati                  | AVE    | BOL    | BRI    | CAN    | CDO   | CAS   | CRE     | MIL     | PES   | PIS   | REG     | ROM   | SAS     | TNT    | VAR    | VEN   |
| -------------------------- | ------ | ------ | ------ | ------ | ----- | ----- | ------- | ------- | ----- | ----- | ------- | ----- | ------- | ------ | ------ | ----- |
| Sidigas Avellino           |        | 96-79  | 77-80  | 76-79  | 65-75 | 70-74 | 84-79   | 73-69   | 69-60 | 73-69 | 88-94   | 74-70 | 70-83   | 84-72  | 67-91  | 71-76 |
| Granarolo Bologna          | 77-76  |        | 75-68  | 108-96 | 74-69 | 79-73 | 70-83   | 58-81   | 89-85 | 90-67 | 78-66   | 90-77 | 80-75   | 88-78  | 86-78  | 79-83 |
| Enel Brindisi              | 81-67  | 75-64  |        | 76-75  | 78-73 | 60-72 | 81-65   | 73-85   | 92-56 | 89-77 | 56-79   | 84-54 | 76-74   | 82-74  | 69-71  | 74-81 |
| Acqua Vitasnella Cantù     | 74-65  | 89-67  | 63-73  |        | 93-67 | 83-72 | 79-76   | 83-64   | 83-67 | 76-80 | 64-63   | 60-70 | 79-75   | 110-84 | 91-83  | 73-77 |
| Upea Capo d'Orlando        | 67-81  | 63-72  | 66-65  | 79-71  | -     | 68-64 | 57-74   | 71-57   | 69-70 | 71-74 | 67-73   | 70-73 | 72-71   | 67-68  | 84-71  | 67-54 |
| Pasta Reggia Caserta       | 91-105 | 81-76  | 69-78  | 95-107 | 70-83 |       | 66-81   | 78-82   | 80-73 | 59-63 | 75-65   | 54-53 | 94-87   | 88-90  | 78-82  | 84-73 |
| Vanoli Cremona             | 88-81  | 81-76  | 87-72  | 71-63  | 76-78 | 81-77 |         | 61-68   | 73-80 | 75-81 | 87-88   | 71-74 | 87-99   | 77-82  | 64-53  | 84-91 |
| EA7 Emporio Armani Milano  | 95-78  | 117-92 | 77-68  | 83-64  | 98-69 | 78-71 | 94-61   |         | 96-61 | 78-77 | 118-68  | 77-56 | 97-80   | 90-75  | 79-69  | 80-71 |
| Consultinvest Pesaro       | 62-77  | 67-70  | 93-101 | 83-103 | 62-60 | 80-70 | 74-89   | 61-84   |       | 82-86 | 75-74   | 89-87 | 71-75   | 57-76  | 85-96  | 89-90 |
| Giorgio Tesi Group Pistoia | 61-68  | 72-73  | 70-83  | 88-87  | 94-73 | 87-76 | 76-83   | 73-79   | 84-53 |       | 92-78   | 94-84 | 81-84   | 86-69  | 87-103 | 82-90 |
| Grissin Bon Reggio Emilia  | 96-72  | 66-56  | 67-63  | 86-74  | 77-65 | 95-74 | 69-70   | 77-76   | 91-73 | 71-59 |         | 87-83 | 74-66   | 63-58  | 86-70  | 70-67 |
| Acea Roma                  | 81-72  | 90-84  | 80-58  | 75-78  | 67-63 | 75-62 | 63-50   | 68-79   | 76-80 | 70-63 | 66-56   |       | 75-84   | 68-75  | 87-78  | 62-72 |
| Banco di Sardegna Sassari  | 81-75  | 89-76  | 87-78  | 86-69  | 70-68 | 95-84 | 88-82   | 111-112 | 92-64 | 96-78 | 87-74   | 72-61 |         | 84-92  | 71-79  | 88-80 |
| Dolomiti Energia Trento    | 92-85  | 96-81  | 95-83  | 83-71  | 90-73 | 73-66 | 116-114 | 84-102  | 77-65 | 86-72 | 69-78   | 82-68 | 104-82  |        | 78-65  | 66-93 |
| Openjobmetis Varese        | 66-73  | 83-73  | 82-93  | 93-84  | 80-73 | 84-80 | 86-82   | 97-105  | 70-80 | 67-71 | 112-118 | 78-73 | 113-117 | 70-76  |        | 53-67 |
| Umana Venezia              | 79-71  | 96-71  | 76-71  | 89-68  | 90-67 | 88-76 | 82-56   | 74-84   | 84-72 | 66-63 | 59-68   | 74-57 | 90-100  | 90-80  | 98-95  |       |

### Calendario
| Prima giornata |                        |          |
| 12-10-14       |                        | 25-01-15 |
| 89-76          | Sassari-Bologna        | 75-80    |
| 75-62          | Roma-Caserta           | 53-54    |
| 92-56          | Brindisi-Pesaro        | 101-93   |
| 93-84          | Varese-Cantù           | 83-91    |
| 71-76          | Avellino-Venezia       | 71-79    |
| 61-68          | Cremona-Milano         | 61-94    |
| 69-78          | Trento-Reggio Emilia   | 58-63    |
| 71-74          | Capo d'Orlando-Pistoia | 73-94    |

| Quarta giornata |                        |          |
| 02-11-14        |                        | 15-02-15 |
| 75-84           | Roma-Sassari           | 61-72    |
| 89-67           | Cantù-Bologna          | 96-108   |
| 82-74           | Brindisi-Trento        | 83-95    |
| 91-73           | Reggio Emilia-Pesaro   | 74-75    |
| 59-63           | Caserta-Pistoia        | 76-87    |
| 98-95           | Venezia-Varese         | 67-53    |
| 73-69           | Avellino-Milano        | 78-95    |
| 76-78           | Cremona-Capo d'Orlando | 74-57    |

| Settima giornata |                       |          |
| 23-11-14         |                       | 15-03-15 |
| 81-75            | Sassari-Avellino      | 83-70    |
| 75-64            | Brindisi-Bologna      | 68-75    |
| 87-83            | Reggio Emilia-Roma    | 56-66    |
| 95-107           | Caserta-Cantù         | 72-83    |
| 97-105           | Varese-Milano         | 69-79    |
| 66-63            | Venezia-Pistoia       | 90-82    |
| 62-60            | Pesaro-Capo d'Orlando | 70-69    |
| 116-114          | Trento-Cremona        | 82-77    |

| Decima giornata |                       |          |
| 14-12-14        |                       | 04-04-15 |
| 78-71           | Milano-Caserta        | 82-78    |
| 70-83           | Pistoia-Brindisi      | 77-89    |
| 83-73           | Varese-Bologna        | 78-86    |
| 59-68           | Venezia-Reggio Emilia | 67-70    |
| 74-70           | Avellino-Roma         | 72-81    |
| 73-80           | Cremona-Pesaro        | 89-74    |
| 104-82          | Trento-Sassari        | 92-84    |
| 79-71           | Capo d'Orlando-Cantù  | 67-93    |

| Tredicesima giornata |                       |          |
| 29-12-14             |                       | 26-04-15 |
| 95-84                | Sassari-Caserta       | 87-94    |
| 68-75                | Roma-Trento           | 68-82    |
| 64-63                | Cantù-Reggio Emilia   | 74-86    |
| 84-53                | Pistoia-Pesaro        | 86-82    |
| 82-56                | Venezia-Cremona       | 91-84    |
| 77-80                | Avellino-Brindisi     | 67-81    |
| 58-81                | Bologna-Milano        | 92-117   |
| 84-71                | Capo d'Orlando-Varese | 73-80    |

| Seconda giornata |                        |          |
| 19-10-14         |                        | 01-02-15 |
| 90-75            | Milano-Trento          | 102-84   |
| 74-65            | Cantù-Avellino         | 79-76    |
| 69-70            | Reggio Emilia-Cremona  | 88-87    |
| 81-84            | Pistoia-Sassari        | 78-96    |
| 69-78            | Caserta-Brindisi       | 72-60    |
| 74-57            | Venezia-Roma           | 72-62    |
| 74-69            | Bologna-Capo d'Orlando | 72-63    |
| 85-96            | Pesaro-Varese          | 80-70    |

| Quinta giornata |                         |          |
| 09-11-14        |                         | 01-03-15 |
| 79-75           | Cantù-Sassari           | 69-86    |
| 74-81           | Brindisi-Venezia        | 71-76    |
| 77-76           | Reggio Emilia-Milano    | 68-118   |
| 72-73           | Pistoia-Bologna         | 67-90    |
| 66-81           | Caserta-Cremona         | 77-81    |
| 70-76           | Varese-Trento           | 65-78    |
| 89-87           | Pesaro-Roma             | 80-76    |
| 67-81           | Capo d'Orlando-Avellino | 75-65    |

| Ottava giornata |                        |          |
| 30-11-14        |                        | 22-03-15 |
| 96-61           | Milano-Pesaro          | 84-61    |
| 63-73           | Cantù-Brindisi         | 75-76    |
| 94-84           | Pistoia-Roma           | 63-70    |
| 88-76           | Venezia-Caserta        | 73-84    |
| 84-72           | Avellino-Trento        | 85-92    |
| 78-66           | Bologna-Reggio Emilia  | 56-66    |
| 64-53           | Cremona-Varese         | 82-86    |
| 72-71           | Capo d'Orlando-Sassari | 68-70    |

| Undicesima giornata |                         |          |
| 21-12-14            |                         | 12-04-15 |
| 87-74               | Sassari-Reggio Emilia   | 66-74    |
| 68-79               | Roma-Milano             | 56-77    |
| 73-77               | Cantù-Venezia           | 68-89    |
| 78-73               | Brindisi-Capo d'Orlando | 65-66    |
| 61-68               | Pistoia-Avellino        | 69-73    |
| 78-82               | Caserta-Varese          | 80-84    |
| 70-83               | Bologna-Cremona         | 76-81    |
| 57-76               | Pesaro-Trento           | 65-77    |

| Quattordicesima giornata |                       |          |
| 04-01-15                 |                       | 03-05-15 |
| 77-68                    | Milano-Brindisi       | 85-73    |
| 90-84                    | Roma-Bologna          | 77-90    |
| 95-74                    | Reggio Emilia-Caserta | 65-75    |
| 67-71                    | Varese-Pistoia        | 103-87   |
| 90-100                   | Venezia-Sassari       | 80-88    |
| 88-81                    | Cremona-Avellino      | 79-84    |
| 83-103                   | Pesaro-Cantù          | 67-83    |
| 90-73                    | Trento-Capo d'Orlando | 68-67    |

| Terza giornata |                      |          |
| 26-10-14       |                      | 08-02-15 |
| 80-71          | Milano-Venezia       | 84-74    |
| 87-78          | Sassari-Brindisi     | 74-76    |
| 76-83          | Pistoia-Cremona      | 81-75    |
| 112-118        | Varese-Reggio Emilia | 70-86    |
| 69-60          | Avellino-Pesaro      | 77-62    |
| 79-73          | Bologna-Caserta      | 76-81    |
| 83-71          | Trento-Cantù         | 84-110   |
| 70-73          | Capo d'Orlando-Roma  | 63-67    |

| Sesta giornata |                        |          |
| 16-11-14       |                        | 08-03-15 |
| 83-64          | Milano-Cantù           | 64-83    |
| 92-64          | Sassari-Pesaro         | 75-71    |
| 87-78          | Roma-Varese            | 73-78    |
| 88-94          | Avellino-Reggio Emilia | 72-96    |
| 79-83          | Bologna-Venezia        | 71-96    |
| 87-72          | Cremona-Brindisi       | 65-81    |
| 86-72          | Trento-Pistoia         | 69-86    |
| 68-64          | Capo d'Orlando-Caserta | 83-70    |

| Nona giornata |                              |          |
| 07-12-14      |                              | 29-03-15 |
| 111-112       | Sassari-Milano               | 80-97    |
| 63-50         | Roma-Cremona                 | 74-71    |
| 76-80         | Cantù-Pistoia                | 87-88    |
| 69-71         | Brindisi-Varese              | 93-82    |
| 77-65         | Reggio Emilia-Capo d'Orlando | 73-67    |
| 88-90         | Caserta-Trento               | 66-73    |
| 77-76         | Bologna-Avellino             | 79-96    |
| 89-90         | Pesaro-Venezia               | 72-84    |

| Dodicesima giornata |                       |          |
| 26-12-14            |                       | 19-04-15 |
| 98-69               | Milano-Capo d'Orlando | 57-71    |
| 84-54               | Brindisi-Roma         | 58-80    |
| 71-59               | Reggio Emilia-Pistoia | 78-92    |
| 91-105              | Caserta-Avellino      | 74-70    |
| 113-117             | Varese-Sassari        | 79-71    |
| 71-63               | Cremona-Cantù         | 76-79    |
| 67-70               | Pesaro-Bologna        | 85-89    |
| 66-93               | Trento-Venezia        | 80-90    |

| Quindicesima giornata |                        |          |
| 11-01-15              |                        | 10-05-15 |
| 88-82                 | Sassari-Cremona        | 99-87    |
| 60-70                 | Cantù-Roma             | 78-75    |
| 56-79                 | Brindisi-Reggio Emilia | 63-67    |
| 73-79                 | Pistoia-Milano         | 77-78    |
| 80-73                 | Caserta-Pesaro         | 70-80    |
| 67-91                 | Avellino-Varese        | 73-66    |
| 88-78                 | Bologna-Trento         | 81-96    |
| 67-54                 | Capo d'Orlando-Venezia | 67-90    |

## Play-off

### Tabellone
|  | Quarti di finale | Quarti di finale | Quarti di finale | Quarti di finale | Quarti di finale | Quarti di finale | Quarti di finale |                |    | Semifinali     | Semifinali    | Semifinali | Semifinali | Semifinali | Semifinali | Semifinali | Semifinali | Semifinali |  |  | Finale | Finale         | Finale | Finale | Finale | Finale | Finale | Finale | Finale |
|  |                  |                  |                  |                  |                  |                  |                  |                |    |                |               |            |            |            |            |            |            |            |  |  |        |                |        |        |        |        |        |        |        |
|  | 1                | Olimpia Milano   | 90               | 99               | 92               |                  |                  |                |    |                |               |            |            |            |            |            |            |            |  |  |        |                |        |        |        |        |        |        |        |
|  | 8                | Virtus Bologna   | 67               | 72               | 65               |                  |                  |                |    |                |               |            |            |            |            |            |            |            |  |  |        |                |        |        |        |        |        |        |        |
|  | 8                | Virtus Bologna   | 67               | 72               | 65               |                  | 1                | Olimpia Milano | 75 | 84             | 76            | 67         | 95         | 74         | 81         |            |            |            |  |  |        |                |        |        |        |        |        |        |        |
|  |                  |                  |                  |                  |                  |                  |                  | Olimpia Milano | 75 | 84             | 76            | 67         | 95         | 74         | 81         |            |            |            |  |  |        |                |        |        |        |        |        |        |        |
|  |                  | 5                | Dinamo Sassari   | 84               | 71               | 84               | 80               | 88             | 67 | 86             |               |            |            |            |            |            |            |            |  |  |        |                |        |        |        |        |        |        |        |
|  | 4                | 5                | Dinamo Sassari   | 84               | 71               | 84               | 80               | 88             | 67 | 86             | Aquila Trento | 81         | 79         | 78         | 80         |            |            |            |  |  |        |                |        |        |        |        |        |        |        |
|  | 4                |                  |                  |                  |                  |                  |                  |                |    |                | Aquila Trento | 81         | 79         | 78         | 80         |            |            |            |  |  |        |                |        |        |        |        |        |        |        |
|  | 5                | Dinamo Sassari   | 70               | 88               | 103              | 84               |                  |                |    |                |               |            |            |            |            |            |            |            |  |  |        |                |        |        |        |        |        |        |        |
|  |                  |                  |                  |                  |                  |                  |                  |                |    |                |               |            |            |            |            |            |            |            |  |  | 5      | Dinamo Sassari | 63     | 71     | 80     | 94     | 67     | 115    | 75     |
|  |                  |                  | 3                | Pall. Reggiana   | 82               | 84               | 77               | 90             | 71 | 108            | 73            |            |            |            |            |            |            |            |  |  |        |                |        |        |        |        |        |        |        |
|  | 3                | Pall. Reggiana   | 78               | 71               | 58               | 73               | 86               |                |    |                |               |            |            |            |            |            |            |            |  |  |        |                |        |        |        |        |        |        |        |
|  | 6                | N.B. Brindisi    | 76               | 74               | 62               | 62               | 62               |                |    |                |               |            |            |            |            |            |            |            |  |  |        |                |        |        |        |        |        |        |        |
|  | 6                | N.B. Brindisi    | 76               | 74               | 62               | 62               | 62               |                | 3  | Pall. Reggiana | 70            | 72         | 70         | 79         | 67         | 82         | 70         |            |  |  |        |                |        |        |        |        |        |        |        |
|  |                  |                  |                  |                  |                  |                  |                  |                | 3  | Pall. Reggiana | 70            | 72         | 70         | 79         | 67         | 82         | 70         |            |  |  |        |                |        |        |        |        |        |        |        |
|  |                  | 2                | Reyer Venezia    | 87               | 69               | 76               | 60               | 89             | 78 | 63             |               |            |            |            |            |            |            |            |  |  |        |                |        |        |        |        |        |        |        |
|  | 2                | 2                | Reyer Venezia    | 87               | 69               | 76               | 60               | 89             | 78 | 63             | Reyer Venezia | 79         | 77         | 80         | 64         | 88         |            |            |  |  |        |                |        |        |        |        |        |        |        |
|  | 2                |                  |                  |                  |                  |                  |                  |                |    |                | Reyer Venezia | 79         | 77         | 80         | 64         | 88         |            |            |  |  |        |                |        |        |        |        |        |        |        |
|  | 7                | Pall. Cantù      | 70               | 72               | 90               | 81               | 73               |                |    |                |               |            |            |            |            |            |            |            |  |  |        |                |        |        |        |        |        |        |        |

### Quarti di finale
La serie è al meglio delle 5 partite. L'ordine delle partite è: gara-1, gara-2 ed eventuale gara-5 in casa della meglio classificata.

#### Milano - Bologna
| Arbitri: | Alessandro Martolini Michele Rossi Mark Bartoli |

|            |          |                 |
| Gentile 16 | Punti    | 16 Gaddy        |
| Hackett 6  | Assist   | 2 tre giocatori |
| Samuels 10 | Rimbalzi | 6 Cuccarolo     |

| Arbitri: | Paolo Taurino Roberto Begnis Luca Weidmann |

|                 |          |               |
| Brooks 16       | Punti    | 24 Hazell     |
| Ragland 7       | Assist   | 2 Hazell, Ray |
| Elegar, Melli 7 | Rimbalzi | 12 White      |

| Arbitri: | Luigi Lamonica Guido Di Francesco Roberto Chiari |

|         |          |            |
| Ray 17  | Punti    | 18 Gentile |
| Gaddy 3 | Assist   | 4 Ragland  |
| White 7 | Rimbalzi | 8 Gentile  |

#### Trento - Sassari
| Arbitri: | Luigi Lamonica Guido Federico Di Francesco Gabriele Bettini |

|             |          |          |
| Mitchell 16 | Punti    | 14 Dyson |
| Mitchell 7  | Assist   | 5 Logan  |
| Pascolo 14  | Rimbalzi | 9 Lawal  |

| Arbitri: | Tolga Sahin Dino Seghetti Massimiliano Filippini |

|                 |          |                 |
| Mitchell 21     | Punti    | 21 Sosa         |
| tre giocatori 5 | Assist   | 6 Dyson         |
| Pascolo 9       | Rimbalzi | 9 Brooks, Kadji |

| Arbitri: | Gianluca Mattioli Gianluca Sardella Luca Weidmann |

|                 |          |                  |
| Sosa 23         | Punti    | 15 Baldi Rossi   |
| Sosa 8          | Assist   | 5 Pascolo        |
| Brooks, Lawal 7 | Rimbalzi | 9 Owens, Pascolo |

| Arbitri: | Luigi Lamonica Guido Di Francesco Carmelo Lo Guzzo |

|          |          |                    |
| Logan 27 | Punti    | 18 Owens           |
| Dyson 6  | Assist   | 5 Forray, Mitchell |
| Lawal 9  | Rimbalzi | 11 Owens           |

#### Venezia - Cantù
| Arbitri: | Gianluca Mattioli Gainluca Sardella Roberto Chiari |

|          |          |                 |
| Perić 14 | Punti    | 22 Johnson-Odom |
| Stone 9  | Assist   | 2 Johnson-Odom  |
| Stone 7  | Rimbalzi | 10 Buva         |

| Arbitri: | Manuel Mazzoni Lorenzo Baldini Carmelo Lo Guzzo |

|          |          |                 |
| Goss 13  | Punti    | 25 Johnson-Odom |
| Perić 6  | Assist   | 4 Feldeine      |
| Stone 13 | Rimbalzi | 6 Abass         |

| Arbitri: | Alessandro Martolini Michele Rossi Fabrizio Paglialunga |

|                          |          |                   |
| World Peace 16           | Punti    | 17 Goss, Viggiano |
| Feldeine, Johnson-Odom 4 | Assist   | 7 Goss            |
| Buva, Shermadini 9       | Rimbalzi | 15 Stone          |

| Arbitri: | Tolga Sahin Dino Seghetti Gabriele Bettini |

|                 |          |           |
| Abass 19        | Punti    | 21 Ortner |
| Johnson-Odom 4  | Assist   | 3 Jackson |
| tre giocatori 6 | Rimbalzi | 7 Perić   |

| Arbitri: | Carmelo Paternicò Enrico Sabetta Denis Quarta |

|         |          |                 |
| Goss 24 | Punti    | 15 Abass        |
| Stone 6 | Assist   | 3 Feldeine      |
| Stone 8 | Rimbalzi | 6 tre giocatori |

#### Reggio Emilia - Brindisi
| Arbitri: | Saverio Lanzarini Alessandro Vicino Denis Quarta |

|                        |          |             |
| Lavrinovič 18          | Punti    | 18 Cournooh |
| Cinciarini 6           | Assist   | 5 Pullen    |
| Lavrinovič, Polonara 7 | Rimbalzi | 13 Mays     |

| Arbitri: | Carmelo Paternicò Enrico Sabetta Fabrizio Paglialunga |

|              |          |                 |
| Polonara 24  | Punti    | 14 Mays, Pullen |
| Cinciarini 5 | Assist   | 3 Pullen        |
| Polonara 9   | Rimbalzi | 8 James, Turner |

| Arbitri: | Manuel Mazzoni Lorenzo Baldini Massimiliano Filippini |

|                 |          |                       |
| Denmon 21       | Punti    | 15 Diener, Lavrinovič |
| tre giocatori 2 | Assist   | 2 Cinciarini          |
| James, Mays 8   | Rimbalzi | 7 Polonara            |

| Arbitri: | Alessandro Martolini Michele Rossi Fabrizio Paglialunga |

|                  |          |              |
| Mays, Zerini 12  | Punti    | 16 Kaukėnas  |
| Denmon, Pullen 4 | Assist   | 4 Cinciarini |
| Mays 8           | Rimbalzi | 9 Polonara   |

| Arbitri: | Paolo Taurino Roberto Begnis Gabriele Bettini |

|                        |          |                    |
| Lavrinovič 15          | Punti    | 15 Pullen          |
| Cinciarini 10          | Assist   | 2 Cournooh, Turner |
| Cinciarini, Polonara 6 | Rimbalzi | 10 Mays            |

### Semifinali

#### Milano - Sassari
| Arbitri: | Gianluca Mattioli Roberto Chiari Gianluca Sardella |

|                    |          |            |
| Brooks, Hackett 14 | Punti    | 17 Sanders |
| Hackett 5          | Assist   | 3 Sosa     |
| Samuels 8          | Rimbalzi | 5 Sosa     |

| Arbitri: | Alessandro Martolini Manuel Mazzoni Roberto Begnis |

|            |          |          |
| Gentile 25 | Punti    | 18 Sosa  |
| Hackett 7  | Assist   | 4 Dyson  |
| Samuels 12 | Rimbalzi | 6 Brooks |

| Arbitri: | Paolo Taurino Saverio Lanzarini Guido Di Francesco |

|          |          |            |
| Lawal 19 | Punti    | 27 Gentile |
| Dyson 5  | Assist   | 4 Samuels  |
| Lawal 19 | Rimbalzi | 11 Samuels |

| Arbitri: | Luigi Lamonica Alessandro Vicino Gabriele Bettini |

|          |          |            |
| Logan 19 | Punti    | 24 Gentile |
| Sosa 5   | Assist   | 5 Hackett  |
| Lawal 9  | Rimbalzi | 8 Samuels  |

| Arbitri: | Tolga Sahin Dino Seghetti Guido Di Francesco |

|                    |          |          |
| Gentile 25         | Punti    | 21 Logan |
| Ragland 7          | Assist   | 4 Dyson  |
| Gentile, Samuels 9 | Rimbalzi | 7 Brooks |

| Arbitri: | Paolo Taurino Saverio Lanzarini Roberto Begnis |

|          |          |            |
| Lawal 15 | Punti    | 21 Gentile |
| Dyson 3  | Assist   | 4 Samuels  |
| Lawal 13 | Rimbalzi | 10 Samuels |

| Arbitri: | Gianluca Mattioli Roberto Chiari Mark Bartoli |

|            |          |          |
| Samuels 25 | Punti    | 21 Dyson |
| Gentile 6  | Assist   | 3 Lawal  |
| Samuels 9  | Rimbalzi | 21 Lawal |

#### Venezia - Reggio Emilia
| Arbitri: | Tolga Sahin Dino Seghetti Mark Bartoli |

|          |          |                 |
| Perić 20 | Punti    | 14 Kaukėnas     |
| Goss 5   | Assist   | 3 Cinciarini    |
| Stone 7  | Rimbalzi | 4 tre giocatori |

| Arbitri: | Luigi Lamonica Alessandro Vicino Gabriele Bettini |

|                  |          |               |
| Perić 22         | Punti    | 22 Lavrinovič |
| Goss, Viggiano 3 | Assist   | 7 Cinciarini  |
| tre giocatori 5  | Rimbalzi | 10 Polonara   |

| Arbitri: | Carmelo Paternicò Enrico Sabetta Michele Rossi |

|               |          |            |
| Polonara 14   | Punti    | 22 Perić   |
| Cinciarini 11 | Assist   | 7 Stone    |
| Polonara 14   | Rimbalzi | 8 Viggiano |

| Arbitri: | Alessandro Martolini Manuel Mazzoni Mark Bartoli |

|                        |          |             |
| Polonara 16            | Punti    | 14 Viggiano |
| Cinciarini, Kaukėnas 4 | Assist   | 3 Viggiano  |
| Cinciarini, Mussini 6  | Rimbalzi | 5 Stone     |

| Arbitri: | Carmelo Paternicò Enrico Sabetta Gabriele Bettini |

|          |          |                 |
| Perić 30 | Punti    | 13 Cinciarini   |
| Stone 8  | Assist   | 2 tre giocatori |
| Stone 7  | Rimbalzi | 5 Cervi, Pini   |

| Arbitri: | Tolga Sahin Dino Seghetti Guido Di Francesco |

|               |          |                |
| Kaukėnas 22   | Punti    | 31 Goss        |
| Cinciarini 12 | Assist   | 3 Perić, Stone |
| Polonara 10   | Rimbalzi | 7 Stone        |

| Arbitri: | Luigi Lamonica Alessandro Vicino Gianluca Sardella |

|           |          |               |
| Perić 15  | Punti    | 18 Cinciarini |
| Jackson 5 | Assist   | 5 Cinciarini  |
| Ress 6    | Rimbalzi | 9 Lavrinovič  |

### Finale

#### Sassari - Reggio Emilia
| Arbitri: | Paolo Taurino Saverio Lanzarini Roberto Begnis |

|               |          |                     |
| Polonara 18   | Punti    | 19 Sanders          |
| Cinciarini 10 | Assist   | 2 quattro giocatori |
| Polonara 12   | Rimbalzi | 7 Sanders           |

| Arbitri: | Carmelo Paternicò Alessandro Martolini Gianluca Mattioli |

|              |          |           |
| Polonara 20  | Punti    | 18 Brooks |
| Cinciarini 8 | Assist   | 4 Sosa    |
| Polonara 6   | Rimbalzi | 13 Lawal  |

| Arbitri: | Tolga Sahin Dino Seghetti Roberto Chiari |

|                 |          |                     |
| Logan 25        | Punti    | 18 Della Valle      |
| tre giocatori 3 | Assist   | 11 Cinciarini       |
| Dyson 8         | Rimbalzi | 8 Chikoko, Polonara |

| Arbitri: | Luigi Lamonica Alessandro Vicino Michele Rossi |

|          |          |                        |
| Dyson 28 | Punti    | 20 Lavrinovič          |
| Dyson 7  | Assist   | 8 Cinciarini           |
| Lawal 14 | Rimbalzi | 7 Cinciarini, Polonara |

| Arbitri: | Paolo Taurino Saverio Lanzarini Enrico Sabetta |

|              |          |            |
| Siliņš 14    | Punti    | 19 Sanders |
| Cinciarini 5 | Assist   | 4 Lawal    |
| Polonara 10  | Rimbalzi | 21 Lawal   |

| Arbitri: | Tolga Sahin Dino Seghetti Roberto Begnis |

|          |          |                |
| Dyson 26 | Punti    | 25 Della Valle |
| Dyson 9  | Assist   | 8 Cinciarini   |
| Lawal 16 | Rimbalzi | 7 Polonara     |

| Arbitri: | Luigi Lamonica Roberto Chiari Dino Seghetti |

|              |          |            |
| Polonara 17  | Punti    | 18 Sanders |
| Cinciarini 5 | Assist   | 6 Dyson    |
| Polonara 14  | Rimbalzi | 8 Lawal    |

## Verdetti
- Campione d'Italia:  Dinamo Sassari.

Formazione: David Logan, Édgar Sosa, Matteo Formenti (dal 20/11/2014), Rakim Sanders, Giacomo Devecchi, Shane Lawal, Massimo Chessa, Jerome Dyson, Brian Sacchetti, Cheikh Mbodj (dal 12/12/2014), Manuel Vanuzzo, Jeff Brooks, Kenny Kadji (dal 17/02/2015), Enrico Merella; ceduti a stagione in corso Marco Cusin e Miroslav Todić. Allenatore: Romeo Sacchetti.
- Retrocessioni in Serie A2: Juvecaserta (poi ripescata).
- A fine stagione, la Juvecaserta (retrocessa sul campo) è stata ripescata al posto della Virtus Roma che si è autodeclassata in Serie A2[1].
- MVP: Tony Mitchell (Aquila Basket Trento)
- Miglior Giovane: Simone Fontecchio (Virtus Bologna)
- Miglior allenatore: Maurizio Buscaglia (Aquila Basket Trento)
- MVP delle finali: Rakim Sanders (Dinamo Sassari)